# Saint-Loup-de-Fribois
Saint-Loup-de-Fribois är en kommun i departementet Calvados i regionen Normandie i norra Frankrike. Kommunen ligger i kantonen Mézidon-Canon som ligger i arrondissementet Lisieux. År 2018 hade Saint-Loup-de-Fribois 177 invånare.

## Befolkningsutveckling
Antalet invånare i kommunen Saint-Loup-de-Fribois
Referens:INSEE